# Artushof (Gdańsk)

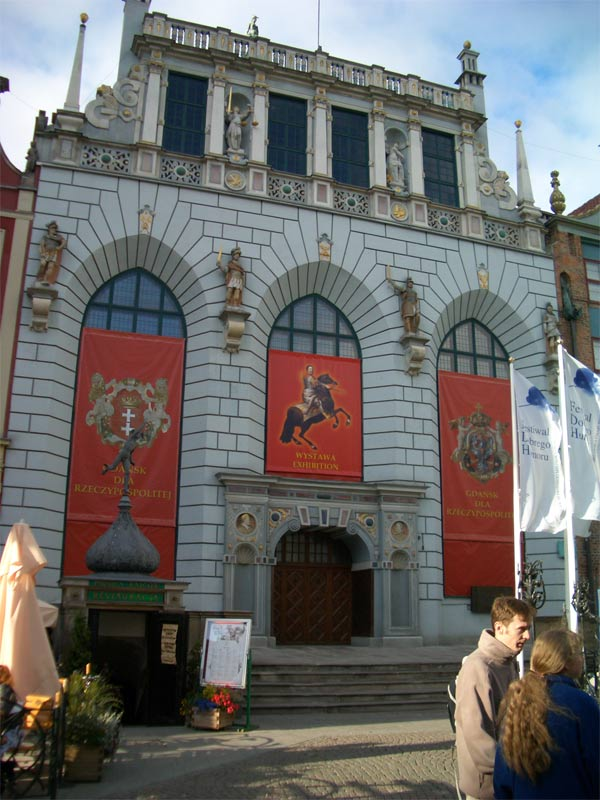
Artushof

Het Artushof (Pools: Dwór Artusa) is een gebouw in de Poolse stad Gdańsk (Danzig) op de Lange Markt. 
De naam is afgeleid van de middeleeuwse legende van Koning Arthur. Eerst in Engeland en later ook in de rest van Europa werd zijn naam gebruikt voor huizen waar ridders en aristocraten elkaar ontmoetten. 
Nadat Danzig stadsrechten kreeg in 1342 werd het Artushof gebouwd. Het gebouw diende als ontmoetingsplaats voor rijke kooplieden en adellijken. In 1380 werd een stenen gebouw neergezet dat in 1476 afbrandde. In 1478 werd een nieuw en groter Artushof gebouwd in laat-gotische stijl. Enkel de noordelijke façade bleef hiervan behouden. De prachtige voorkant die op de Lange Markt uitkomt werd in renaissancestijl gebouwd in 1552 en opnieuw in 1616-1617 door architect Abraham van den Blocke. Vanaf 1742 deed het gebouw dienst als beursgebouw voor de Danziger beurs. 
Aan het einde van de Tweede Wereldoorlog werd het gebouwd grotendeels verwoest tijdens het Pommerenoffensief. Na de oorlog werd het gebouw in zijn vroegere glorie hersteld. 